# Zračna luka Bern
Zračna luka Bern-Belp (IATA: BRN, ICAO: LSZB) je zračna luka koja služi gradu Bernu u Švicarskoj. Nalazi se pored grada Belpa, te se često naziva Zračna luka Belp.
Zračna luka ima više pragova slijetanja: popločena pista (14/32 od 1.730 metara), travnata pista (32L/12R od 650 metara), helipod i područje za jedrilice. Pista 14 ima ILS i NDB (neusmjeren radiofar) prilaz.
Biderhangar, jedan od hangara zračne luke izgradio je švicarski pionir zrakoplovstva Oskar Bider. U studenom 2008. godine hangar je označen kao dio kulturne baštine od nacionalnog značaja. 
U sjevernom terminalu zračne luke nalaze se sjedišta Heliswissa i Sky Work Airlinesa.

## Vanjske poveznice
- Službena stranica Zračne luke Berne-Belp (njem.)